# Gabriel-Marie
Frère Gabriel-Marie (* als Edmond Brunhes  16. November 1834 in Aurillac; † 25. Oktober 1916 in Paris) war ein französischer Geistlicher und Mathematiker.

## Leben
Gabriel Marie wurde von den Brüdern der christlichen Schulen (Frères des écoles chrétiennes) unterrichtet und trat bei diesen 1850 als Novize in Clermont-Ferrand ein. 1852 bis 1873 war er für den Orden Mathematiklehrer am Collège in Brioude, wo er ab 1865 auch in Abendkursen Ingenieure des Eisenbahnbaus unterrichtete. 1873 wurde er Direktor im Pensionat Notre Dame de France in Puy-en-Velay. 1878 wurde er Distrikts-Visitor des Ordens (Haute-Loise und Lozère). 1882 wurde er Stellvertreter des Ordenshauptes (Supérieur Générale) und 1897 selbst Supérieur Générale, was er bis 1913 war. 1900 gewann der Orden noch Preise bei der Weltausstellung, wurde aber 1904 in Frankreich aufgelöst. Die Ordensleute (rund 10.500) arbeiteten als Laien weiter oder gingen ins Ausland. Etwa die Hälfte der 2400 Schulen in Frankreich wurden geschlossen. Gabriel Marie ging nach Belgien, wo er eine Schule in Lembecq-lès-Hal leitete. 1913 ging er in den Ruhestand und zog nach Paris.
Er war in Frankreich für seine Lehrbücher der Geometrie bekannt. Sie enthielten viele Übungsaufgaben und Beispiele. Seine 1300 Seiten umfassenden Exercises de Geometrie haben enzyklopädischen Charakter (auch mit zahlreichen historischen Bemerkungen und Literaturverweisen). Insbesondere finden sich darin die Lösungen zu den in den Elements de Geometrie gestellten Aufgaben. Seine Exercises de Geometrie Descriptive waren mit 1200 Seiten ähnlich umfangreich.
Seine Geometriebücher erschienen unter den Initialen F. J., F. I.-C. oder F. G.-M. Dabei steht nur die letzte Initiale für ihn selbst, obwohl er bei allen Ausgaben der Autor ist.  F. I.-C. steht für Frère Irlide (Jean-Pierre Cazeneuve), der 1875 bis 1884 Supérieur des Ordens war, und F. J. für Frère Joseph (Jean-Marie Josserand), der 1884 bis 1897 Supérieur war.
Sein Bruder Jean Brunhes war Professor in Dijon (Faculté des Sciences) und seine Neffen Bernard Brunhes und Jean Brunhes waren auch als Wissenschaftler bekannt.

## Schriften
- Éléments de Géométrie, 2. Auflage 1875, 9. Auflage Tours 1909, Neuauflage Jacques Gabay, Paris 2009[2], später als Manuel de Géométrie mit letzter Auflage zu Lebzeiten 1916,
- Exercises de Géométrie, 5. Auflage 1912, 6. Auflage Tours, Paris 1920, Nachdruck Jacques Gabay,
- Éléments de Géométrie Descriptive, 5. Auflage, Tours, Paris 1893, Nachdruck Jacques Gabay
- Exercises de Géométrie Descriptive, 4. Auflage 1909, 5. Auflage 1920, Neuauflage Jacques Gabay, Paris 2000
- Éléments de Trigonométrie, 4. Auflage, Paris, Tours 1890, Nachdruck Jacques Gabay